# Nothochilus coccineus
Nothochilus é um género botânico pertencente à família Orobanchaceae.

## Espécie
Nothochilus coccineus

## Nome e referências
Nothochilus Radlk.